# 自然法
自然法（しぜんほう、英: natural law、独: Naturrecht、羅: lex naturalis）とは、人間の理性・知性を通して、事物の自然本性（英: nature、独: Natur、羅: natura、希: φύσις）から導き出され、（個別の時代性・地域性・社会性・集団性といった制限・条件を超えて）人類にとって共通・普遍・汎通的であると、理解・受容され得る法・倫理の総称である。古い訳語では、（儒教用語「性」を用いて）性法（せいほう）とも呼ばれた。

## 概要
自然法は、古代ギリシアから形成・醸成されてきた観念・概念・思想であり、ピュシス（自然）についての観念・思想が、プラトン等のギリシア哲学によってロゴス・ヌースの概念を混じえた倫理・政治思想へと洗練されたものである。
トマス・アクィナスに代表される中世キリスト教神学においては、自然法は人間の理性・知性で対応・把握・分有できる範囲での、人類にとっての普遍的な法・規範とされ、神の法としての永久法（や神定法）と、個々の人間社会の個別的・特殊的な人定法（実定法）の狭間に位置付けられた。
17世紀〜18世紀の近代(近世)政治思想においては、キリスト教の内部分裂・退潮に伴って再浮上・再注目されることになり、自然状態・自然権 (人権)・社会契約といった概念・思想と共に説かれ、（「自然状態・自然権 (人権)」と「自然法」が調和的か対立的か、また「自然法」の具体的な中身・優先事項が何であるか等は、論者によって見解に相違があるものの）総じて「自然法」を実現・強化することを目的として、近代国家・近代社会的な「社会契約」が主張された。このように、自然法の思想・概念は、人間社会が宗教的権威に依存した中世的な国家から、合理的な近代国家へと脱皮する際の「橋渡し」「踏み台」として機能した。
他方で、19世紀以降の近代法学の実定法主義（法実証主義）においては、考察の対象外とされた。また英米を中心に、古典的自由主義、保守主義、功利主義、プラグマティズムといった対抗的思潮が提示・醸成された。
(近代)自然法思想は、その性格上、理性主義や規範論・義務論、そして平等主義・社会自由主義（リベラル）（更には社会主義・共産主義）等と相性が良く、自然権（人権）思想を調整・補完する役割として主張されることが多い。したがって、これらに対立する思想・思潮とは、直接的・間接的に対立することになる。
内容の変質
なお、プラトンやアリストテレス等による、古代ギリシアにおける自然法・倫理・政治思想は、『国家』『ティマイオス』や『ニコマコス倫理学』等に述べられているように、また哲学（philo-sophia/愛-知）という営みの原義からも分かるように、「知の徳性（知性）」を特別に重視しており、それを高めて「善のイデア・最高善」（デミウルゴス・不動の動者）を頂点とする「イデア的・神的な自然秩序」を把握しつつ、人間として可能な限りの幸福を享受すること（全国民に享受させること）、という明確な究極目的（目的論）の下に構築されており、その他の実践的な徳性としての中庸や、市民間の平等（高貴な嘘）等は、その善という究極目的へと共に向かうポリス共同体を成立・維持させるための手段・方便に過ぎない。
それに対して、（古代ローマの万民法や、知性よりも信仰を重視する中世のキリスト教神学を経由した後の）近世・近代における自然法思想・倫理・政治思想では、「（元来、自然権・自由を等しく保有する）個人間の同等性・公平性・平等性の尊重（黄金律）」（としての自然権（人権）思想・自由主義・平等主義・個人主義）それ自体が、絶対的な原則かつ目的と化しており、プラトン・アリストテレス的な究極目的（「善なる世界の根源・究極」への知的・実践的な到達）が抜け落ち、古代ギリシア・ローマの民主思想や万民法思想的な（古代ギリシアで言えば「ノモス」的な）政治的要求が、自然法として扱われるようになっているという「内容的変質」が生じている点に注意が必要である。

## 歴史

### 古代
古代ギリシアにおいては、社会的な実定法・慣習としての「ノモス」（希: νόμος）と対比される形で、自然本性としての「ピュシス」（希: φύσις）として、自然法が主張された。神話的な時代においては、それはテミスやディケーといった女神に象徴される「自然の秩序・掟」として表現されたが、オルペウス教・ピタゴラス派・エレア派等に影響を受けたプラトン（アカデメイア派）は、それを善のイデア（創造主デミウルゴス）を頂点とする理知的・善的・神的な「イデア的秩序」と、魂に内在する理知的・神的な性質に基づいてそれに可能な限り近接しようと努力する人間側の「倫理的・政治思想的な性質・法則・原則」として表現した。アリストテレス（ペリパトス派・逍遥学派）も、それに多少の修正を加え、最高善（不動の動者）を頂点とする「形而上学（第一哲学）的秩序」と、その下で人間を含む形相・質料結合体としての個物が、各々の性質を展開・実現しようとする動的な「目的論的自然」や「倫理学・政治学的な性質・法則・原則」として表現した。ストア派もまた、人間が理性の力を発揮して、「理性的自然」と一致して生きることを説いている。
古代ローマにおいては、領土の拡大に伴って、ローマ市民のみに適用される市民法（羅: ius civile）と対比される、万人に等しく適用される万民法（羅: ius gentium）が整備されるようになり、2世紀の法学者ガイウスが『法学提要』の冒頭で指摘しているように、この万民法は当時から既に自然法の一種の反映・現れと見做されていた。（他に自然法を万民法・市民法との関連で論じた古代ローマの法学者としては、ウルピアヌスやパウルス等が知られている。）

### 中世
中世においては、上記したギリシア哲学によって醸成された「神の理法」と「人の理法」、そしてローマ法によって醸成された「万民法」と「市民法」の概念・分類が継承されたが、アウグスティヌスやトマス・アクィナスに代表されるキリスト教神学者達によって、ここに更に、残余の「非理知的な宗教的・信仰的領域」（古代ギリシアにおいては神託・秘儀・供物の領域）を補充する法として、キリスト教特有の聖書的啓示・教会法といった宗教的要素が「神定法」（羅: lex divina）といった概念として付け加えられた。
こうしてトマスの『神学大全』第2-1部の90番台で言及されているように、
- 「永久法」（羅: lex aeterna） - 世界を支配・包摂する神意・神慮・摂理の法。
- 「神定法」（羅: lex divina） - 人間の理知の限界を補充する法。聖書的啓示、教会法など。
- 「自然法」（羅: lex naturalis） - 人間の理知に対応する、人間にとっての普遍的な法。
  - 「万民法」（羅: ius gentium） - 自然法と人定法の性質を併せ持った法。
- 「人定法」（羅: lex humana） - 個々の人間社会の個別的・特殊的な法。市民法など。

といった古典的な法の分類がまとめられた。
他方で、普遍論争においては、トマス等の「実念論」（普遍優位）が、「唯名論」（個物優位）に押されて影響力を失ったことにより、個物（自然権）の側から自然法を組み立てて行く近代(近世)的な自然法論の土壌が用意されることになった。

### 近世・近代
15世紀から17世紀にかけての、大航海時代による欧州域外での植民地・通商の拡大、宗教改革、それらに絡んだ紛争・戦争・革命の発生、更にはルネサンス・科学革命と理性主義の台頭といった、目まぐるしい環境変化により、中世のようにキリスト教（カトリック）やその神の概念・権威が共通基盤として機能しなくなったことで、（古代ギリシアや領土拡大期の古代ローマのように）再び自然法（や万民法、あるいは自然状態・自然権、及び理性）が、思想的共通基盤として注目・言及・称揚されるようになった。
トマスの自然法・万民法思想を、スペインの法学者であるビトリアやスアレス等を経由して継承したオランダの法学者グローティウスは、『自由海論』『戦争と平和の法』などで、航行・通商・戦争といった国際関係に関して、自然法や万民法（的慣行・慣習法）を絡めつつ、あるべき国際的な法秩序を主張したことで、「国際法の父」と評されるようになった。
他方で、国内で清教徒革命・名誉革命といった市民革命が生じたイギリスでは、ホッブズやジョン・ロックによって、国内秩序・統治のあり方について、自然法（や自然状態・自然権・社会契約）を絡めた主張が為され、近代国家・近代社会のあり方を巡る近代政治思想の嚆矢となった。
彼らの自然法思想は、ルソーやカント等へと引き継がれて補強されつつ、人類が近代国家・近代社会へと移行していく上での礎となった。
その後の自然法思想やそれに類する倫理学・道徳哲学・政治哲学は、ヘーゲル、マルクス等を経由しつつ、20世紀の大陸哲学や分析哲学、いわゆる現代哲学へと継承され、東西冷戦を背景に多様な議論が行われた。
しかし元来、「公平さ」を主張するだけの抽象的規範としての性格が強い近代の自然法思想は、特に20世紀以降、価値観とシステムの多様化・複雑化が進む近代社会において、具体的な必要性（政治的・経済的・社会的な要請・需要）の受け皿として肥大化し続ける自然権（人権）思想、実定法、各種の事業・産業と統計データ解析等とは対照的に、具体性・実用性に乏しく、用途も主張する場も限られるため、社会的影響力が失われてきている。

#### ホッブズの自然法
ホッブズは、『リヴァイアサン』第13章〜第15章の叙述において、「理性によって要請・把握される人倫・普遍的規範」としての「自然法」（羅: lex naturalis）と、「各人の自己裁量権（自由）」としての「自然権」（羅: ius naturale）を、対立的に扱う。 
そして、各人の「自然権（自由）」行使の相互干渉・衝突によって生じる「万人の万人に対する闘争」としての「自然状態」から脱却すべく、理性によって要請・把握される「自然法」として、
- 1. あらゆる手段を用いた平和への努力（あるいは自己防衛）
- 2. そのための自然権（自由）の自主的放棄（譲渡）
- 3. その契約（社会契約）の履行
- 4. それに対する報恩
- 5. 協調への努力
- 6. 他者の悔い改めに対する赦(ゆる)し
- 7. 善（矯正・教導）を目的とした刑罰
- 8. 傲慢（他者への嫌悪・侮蔑）の抑制、慎み
- 9. 思い上がり（優越意識）の抑制、平等性・他者感情への意識
- 10. 尊大（他者以上の権利の要求）の抑制
- 11. 公平な裁定、平等な配分
- 12. 公共物の平等利用
- 13. 分割・共有できないものについてのくじ引き決定
- 14. 「自然のくじ引き」としての長子相続
- 15. 「平和的仲裁者」に対する身辺安全保障
- 16. 調停者の判決への服従
- 17. 自身の利害に関する調停者になることの禁止
- 18. 自身の利害関係者に関する調停者になることの禁止
- 19. 当事者たちの証言の排除、第3者の証言の採用
- 総じて言えば「己の欲せざる所は人に施すなかれ（黄金律）」

といった内容を挙げつつ、自然権を譲渡し合う社会契約による国家（コモンウェルス）と秩序・平和の形成を説いている。

#### ロックの自然法
ロックは、『統治二論』第二論において、自然法の内容を具体的には述べないものの、それを（公平さとしての）理性(的思考)と同一視し、自然状態においてもそれは機能しており、各人はその自然法（理性）の範囲内で、思うままに自己の身体や所有物を処する自由（としての自然権）を、平等に保有・行使していると主張する（第2章）。
また、そのような自然状態では、各人が自然法を執行する権利（自然法の侵犯者を処罰する権利）も有する（第2章）。
しかし、自然状態では、大部分の者は公正の厳格な遵守者ではなく、特に、
- 恒常的・公知な「制定法」
- 衆知の公正な「裁判官」
- 判決の「執行権力」

が欠如しているがゆえに、生命・自由・財産といったプロパティ（固有権・所有権・財産権）の享受といった自然権の保証（自然法の執行）が不安定・不確実なので、その「プロパティ（固有権・所有権・財産権）の保全」を目的として、人は自然状態を放棄し、共同して統治権力・政治的共同体を形成したり、そこへと参画するのだと主張する（第9章）。
また、その統治権力に関しては、立法権力と執行権力の分離が主張される（第12章）。
そして、その「プロパティ（固有権・所有権・財産権）の保全」という目的、自然法を侵す支配者に対しては、抵抗することが許される（抵抗権）とも主張される（第18章-第19章）。
このように、自然法の達成・強化のための社会契約の議論では、ホッブズは「生命・平和」をその主たる目的とする素朴なものだったのが、ロックでは生命・自由・財産などをひっくるめた「プロパティ（固有権・所有権・財産権）」が目的となり、権力分立や、抵抗権も明記されるなど、近代政治思想・近代社会思想としてだいぶ洗練されてきている。

#### ルソーの自然法
ルソーにおいては、「社会的な公平さ」としての自然法は、「一般意志（普遍意志）」という概念に置き換えられている。
ルソーの社会契約において説かれる「一般意志（普遍意志）」は、個別的な私利私欲の志向としての「特殊意志」や、その合成・総和としての「全体意志」とは異なり、常に「公平・公益」を法・社会へと強制することが期待される。

#### カントの自然法
カントにおいては、「社会的な公平さ」としての自然法は、「道徳法則」という概念に置き換えられている。
カントの実践理性を巡る議論においては、「常に普遍的法則に妥当する形で意志・行為せよ」という定言命法で成り立つ道徳法則によって、理性的存在者が互いの人格を目的として尊重し合って結合する、目的の国が主張される。

## 定義
「自然法」とは、事物の自然本性から導き出される法の総称である。 したがって、この概念を主として人類・人間社会を念頭に置いて使用する場合、「倫理」と多分に意味内容が重複する概念となる。自然法は実在するという前提から出発し、それを何らかの形で実定法秩序と関連づける法理論は、自然法論と呼ばれる。
自然法には、原則的に以下の特徴が見られる。但しいずれにも例外的な理論が存在する。
1. 普遍性：自然法は時代と場所に関係なく妥当する。
2. 不変性：自然法は人為によって変更されえない。
3. 合理性：自然法は理性的存在者が自己の理性を用いることによって認識されえる。

## 自然法の法源とその認識原理

### 法源
自然法の法源は、ケルゼンの分類に従うならば、神、自然ないし理性である。ギリシャ哲学からストア派までの古代の自然法論においては、これらの法源が渾然一体となっている。

#### 法源としての神
神が人間の自然本性の作り手として想定されるとき、自然法の究極の法源は神となる。このことは理性にもあてはまり、神が人間に理性を与えたことが強調されるときは、合理的な法としての自然法の究極な法源もまた神となる。この傾向は特にキリスト教の自然法論において顕著である。例えば、アウグスティヌスにとって、自然法の法源は神の理性ないし意思であった。また、トマス・アキナスにとって、自然法とは宇宙を支配する神の理念たる永久法の一部である。

#### 法源としての自然
ここで自然とは、自然本性一般のことではなく、外的な自然環境のことである。外的な自然が自然法の法源となるのは、専ら外的な自然環境と人間の自然本性との連続性が強調されるときである。これはとりわけヘラクレイトスおよびストア派の自然法論において見られ、そこでは自然学と倫理学とが連続性を保っている。このような場合には、自然法則と自然法がほとんど同義で語られることが多く、何らかの傾向性（例えば結婚は普通雌雄で行われることなど）が自然法とされることもある。
人間の自然本性を理性的であると解する立場から見れば、理性もまた自然法の法源となる。特に理性を自然法の法源として独立させたのは、近世自然法論者たちである。彼らは自然法を正しい理性の命令と定義して、神的な要素をそこから取り除いている。純粋に理性が自然法の法源となるときには、自然法は実定法以外の合理的な法を意味する。この特徴はとりわけホッブズに見られ、彼は自然法を、単に人間が合理的に思考し、その自然本性としての死への恐怖にもとづいて意思が受け入れるであろう法と解している。

### 自然法の認識原理
自然法の法源が制定法や判例法でない以上、その認識手段が常に問題となる。基本的に、自然法の認識原理は、その法源の種類にかかわらず理性であると言われる。すなわち、自然法が超自然的な存在によって作られたものであろうとなかろうと、それを発見するのは人間の理性である。理性が人間の自然本性である以上、合理的思考は自然法の認識にとって不可欠となる。ストア派にとって倫理学は論理学と自然学の上に成り立つものであり、密接不可分である。
これに対して、自然法が人間には直接的には認識不可能であるという立場からは、何らかの補助手段を用いることが要求される。その場合、キリスト教の自然法論は、神からの啓示を重視する。それは、専ら新約聖書および旧約聖書から得られる指図である。典型的な啓示は、モーセの十戒である。

## 自然法とその他の法との関係

### 慣習法との関係
既に初期ストア派のクリュシッポスが、ノモス（慣習）とピュシス（自然本性）を対置し、後者を前者に優位させる。ローマ・ストア派の思想に影響されたキケロは、自然法の法源を理性に求めながら次のように述べている。
トマス・アクィナスは神の意思を自然法の法源としながら、次のように述べる。
グロチウスは自然法と万民法とを区別しながら、万民法とは「時代と慣習の創造である」という。
これに対して、歴史法学派のカール・フォン・サヴィニーは、自然法を各民族について相対化しながら、自然法と慣習法とをかなり接近させる。

### 実定法との関係
自然法と実定法との関係には主に2種類あり、ひとつは授権関係、ひとつは補完関係である。前者の場合、自然法は実定法に対する授権者となり、自然法に反する実定法は原則的に失効する。但し、正当な理由があるときには、この限りでない。正当な理由としては、堕落した人類は自然法上の義務を完遂できないことなどが挙げられる。他方で、後者の場合、自然法は実定法が欠缺している領域を補うことになり、その最も重要な適用領域は、国際関係とされていた。これは、特に近代において、国際関係を規律するルールが非常に多くの点で整備されていなかったからである。今日においては、非常に多数の国際条約が締結されており、必ずしもその限りではないが、学説上、自然法の復権を訴えるものも中には見られる。